# Hypo Group Alpe Adria
Hypo Group Alpe Adria est une banque autrichienne notamment présent dans plusieurs pays d'Europe du Sud-Est. Elle est présente en Autriche, en Allemagne, en Italie, en Slovénie, en Croatie, en Bosnie-Herzégovine, en Serbie, en République de Macédoine, en Bulgarie et en Hongrie. Ses déboires financiers depuis 2008 ont provoqué le plus grand désastre financier en Autriche depuis 1945.

## Histoire
Son chiffre d'affaires est passé de 1,87 milliard d'euros en 1992 à 43,3 milliards d'euros en 2008 basée sur une croissance extrêmement rapide dans les Balkans après la disparition de l'ex-Yougoslavie. Les critiques soulignent la « dimension mafieuse » des prêts consentis pour les Balkans.
En mai 2007, BayernLB a pris 50 % d'Hypo Group Alpe Adria pour 1,63 milliard d'euros. En décembre 2009, BayernLB, Kärntner Landesholding et Grazer Wechselseitige Versicherung ont vendu à l'État autrichien leur participation pour un 1 euro symbolique, tout en injectant 825 millions d'euros. En 2013, Hypo Group Alpe Adria est toujours en difficulté et a reçu une aide des autorités.
En mars 2014, les pouvoirs publics doivent trancher entre deux solutions : déclarer la banque faillite ou un soutien étatique de sa liquidation, dont le « coût exorbitant » reviendra aux contribuables. Selon un sondage, deux tiers des Autrichiens souhaitent que la banque soit déclarée en faillite.
En décembre 2014, le gouvernement autrichien décide de vendre les filiales dans les balkans pour 200 millions d'euros à 80 % au fond Advent et à 20 % à la Banque européenne pour la reconstruction et le développement
Début mars 2015, en annonçant que l'Autriche n'accorderait pas d'aide publique supplémentaire, le gouvernement du pays place la banque ainsi que le land de Carinthie en situation de faillite. En 2015, le sauvetage de la banque avait déjà coûté près de 5,5 milliards d'euros aux contribuables autrichiens.